# 가가미모치

가가미모치

가가미모치(일본어: 鏡餅)는 떡을 신불에게 바치는 정월 장식이며, 신에 대한 공물이다. 일본의 전통이다.

## 같이 보기
- 굴거리나무속